# Kantō
Kantō-regionen (関東地方 Kantō-chihō) er en region i Japan.
Regionen omfatter den sydlige del af den centrale del af øen Honshū, Japans største ø. Den har et areal på 32.424 km2
og et befolkningstal på 43.284.547 (2017). Regionens største by er Tokyo.
Området består af seks præfekturer:
- Ibaraki
- Tochigi
- Gunma
- Saitama
- Chiba
- Tokyo
- Kanagawa

## Eksterne links
- Wikimedia Commons har flere filer relateret til Kantō

36°10′N 139°47′Ø / 36.17°N 139.78°Ø